# Iniciativa Ciudadana
Iniciativa Ciudadana (en catalán: Iniciativa Ciutadana) (IC) fue un partido político andorrano.

## Historia
Según su presidente, Guillem Pons, IC fue una agrupación independiente y de ideología diversa, sin ningún tipo de vínculo ni herencia de otras formaciones políticas existentes con anterioridad, y que el objetivo era «crear un espacio de diálogo y de debate desde el cual podamos impulsar procesos de reflexión y evaluación de una nueva manera de hacer política en Andorra». El partido fue creado en 2012 y según Guillem, surgió porque se constató que había «bastantes ciudadanos que no se sienten representados por los actuales políticos y sus partidos, que se sienten excluidos». Es por este motivo que buscaban promover «la integración en la vida política de todos los ciudadanos, donde todo el mundo se sienta partícipe y representado». Según los estatutos del partido, IC fue «un proyecto político de tendencia Socioliberal correspondiente a la necesidad de una profunda renovación de la política y la sociedad» y que «se fundamenta en el derecho a una vida digna, a la libertad de expresión, de conciencia, de asociación y en la diversidad de los movimientos sociales y solidarios».